# Loredana Trigilia
Loredana Trigilia (Siracusa, 26 gennaio 1976) è una schermitrice italiana, specializzata nel fioretto e nella sciabola.

## Biografia
Nata a Siracusa e residente a Marino, pratica scherma paralimpica alle 3 armi, fioretto, spada e sciabola, sia individuale che a squadre. Rimane coinvolta in un incidente stradale sulla Napoli – Roma che le provoca una lesione spinale rendendola paraplegica all'età di 19 anni. Durante la riabilitazione a Villa Fulvia, a Roma, incontra diversi schermidori paralimpici che la incentivano ad intraprendere questa disciplina.
Ha partecipato a 7 edizioni dei giochi paralimpici ottenendo come migliori piazzamenti il quarto posto nella spada individuale ad Atene nel 2004, il terzo posto nel fioretto squadre a Rio nel 2016, il secondo posto nel fioretto a squadre a Tokyo nel 2021 e il terzo posto nel fioretto squadre a Parigi nel 2024.

### Attività sportiva
Il 23 ottobre 2000 partecipa ai XI Giochi paralimpici estivi di Sydney.
Il 20 settembre 2004 conquista il quarto posto nella prova individuale di spada ai XII Giochi paralimpici estivi di Atene, oltre ad un quinto posto nel fioretto individuale.
Il 9 settembre 2008 partecipa ai XIII Giochi paralimpici estivi di Pechino ottenendo un quinto posto nella gara di fioretto individuale.
L'8 novembre 2010 conquista il bronzo nella prova individuale di sciabola al Mondiale Paralimpico di Parigi.
L'11 ottobre 2011 conquista l'argento nella prova individuale di sciabola al Mondiale Paralimpico di Catania.
Il 5 settembre 2012 partecipa ai XIV Giochi paralimpici estivi di Londra.
Il 10 giugno 2014 conquista il bronzo nella prova individuale di sciabola e l'oro nella prova a squadre di fioretto ai Campionati Europei di Strasburgo.
Il 21 maggio 2016 conquista l'argento nella prova a squadre di fioretto ai Campionati Europei di Torino.
Il 16 settembre 2016 partecipa ai XV Giochi paralimpici estivi di Rio de Janeiro, conquistando la medaglia di bronzo nella prova a squadre di fioretto, assieme alle compagne Bebe Vio e Andreea Mogos, al termine della finalina vinta per 45-44 contro Hong Kong.
L'8 novembre 2017 partecipa al Mondiale Paralimpico di Fiumicino (Roma) e conquista l'oro nella prova a squadre di fioretto e l'argento nella prova a squadre di sciabola.
Il 22 settembre 2018 conquista l'oro nella prova a squadre di fioretto e l'argento nella prova a squadre di sciabola ai Campionati Europei di Terni.
Il 29 agosto 2021 conquista l'argento nella prova a squadre di fioretto ai XVI Giochi paralimpici estivi di Tokyo, dopo la sconfitta subita dall'Italia contro la Cina.
Il 5 settembre 2024 concquista il bronzo nella prova a squadre di fioretto ai XVII Giochi paralimpici estivi di Parigi, dopo la vittoria nella finale per il bronzo contro Hong Kong.

## Palmarès
In carriera ha conseguito i seguenti risultati:
- Giochi paralimpici: 
Rio de Janeiro 2016: bronzo nel fioretto a squadre
Tokyo 2020: argento nel fioretto a squadre
Parigi 2024: bronzo nel fioretto a squadre
- Campionati Mondiali di Scherma in carrozzina: 
Budapest 2002: bronzo della spada individuale[6]
Parigi 2010: bronzo nella sciabola individuale
Catania 2011: argento nella sciabola individuale
Roma 2017: oro nel fioretto a squadre
Roma 2017: argento nella sciabola a squadre
Cheonju 2019: bronzo nel fioretto a squadre
Terni 2023: argento nel fioretto a squadre
- Campionati Europei di Scherma in carrozzina: 
Sheffield 2011: argento nella sciabola individuale
Sheffield 2011: bronzo nel fioretto individuale
Strasburgo 2014: bronzo nella sciabola individuale
Strasburgo 2014: oro nel fioretto a squadre
Torino 2016: argento nel fioretto a squadre
Terni 2018: oro nel fioretto a squadre
Terni 2018: argento nella sciabola a squadre
Warsaw 2022: bronzo nella sciabola a squadre[7]
Warsaw 2022: argento nel fioretto a squadre[8]
- Prove di Coppa del Mondo: 
Lonato 2001: bronzo nel fioretto individuale
Lonato 2001: bronzo nella spada individuale
Warsaw 2001: bronzo nel fioretto individuale
Warsaw 2001: argento nella spada individuale
Lonato 2002: bronzo nel fioretto individuale
Malaga 2011: bronzo nella sciabola individuale
Malaga 2011: bronzo nel fioretto individuale
Malchow 2012: bronzo nella sciabola individuale
Montreal 2012: argento nel fioretto individuale
Montreal 2012: bronzo nella sciabola individuale
Lonato 2012: bronzo nella sciabola individuale
Warsaw 2012: argento nella sciabola individuale
Malchow 2014: oro nella sciabola individuale
Lonato 2014: argento nella sciabola individuale
Warsaw 2014: bronzo nella sciabola individuale
Eger 2014: argento nel fioretto a squadre
Eger 2014: bronzo nella sciabola individuale
Warsaw 2015: bronzo nella sciabola individuale
Pisa 2016: bronzo nel fioretto individuale
Eger 2017: oro nel fioretto a squadre
Pisa 2017: bronzo nel fioretto individuale
Warsaw 2017: bronzo nella sciabola a squadre
Pisa 2018: oro nel fioretto a squadre
Tbilisi 2018: oro nel fioretto a squadre[9]
Kyoto 2018: bronzo nel fioretto individuale
Sharjah 2019: oro nel fioretto a squadre[10]
San Paolo 2019: oro nel fioretto a squadre[11]
Eger 2020: oro nel fioretto a squadre[12]
Pisa 2021: oro nel fioretto a squadre[13]
San Paolo 2022: argento nel fioretto individuale[14]
San Paolo 2022: argento nella sciabola a squadre[14]
Chon Buri 2022: argento nel fioretto a squadre[15]
Washington 2023: bronzo nel fioretto individuale[16]
Nimes 2023: bronzo nel fioretto individuale[17]
Busan 2023: bronzo nella sciabola individuale[18]
Pisa 2024: argento nel fioretto a squadre misto[19]